# Raya Dunayevskaya
Raya Dunayevskaya (ur. 1910, zm. 1987) – amerykańska filozofka marksistowska z pochodzenia ukraińska Żydówka, założycielka kierunku marksizmu humanistycznego; działaczka ruchów masowych o profilu rewolucyjno-wolnościowym: klasy robotniczej, kobiet, antyrasistowskiego i młodzieżowego.

## Życiorys
W 1937 została sekretarką Lwa Trockiego od artykułów publikowanych w języku rosyjskim w czasie jego meksykańskiej emigracji. Zerwała z Trockim współpracę w 1939 roku. Jej równoczesne studia nad ekonomią państwa radzieckiego i wczesnymi pracami Karola Marksa (później znanymi pod nazwą Rękopisów humanistycznych z 1844 r.) doprowadziły ją do wniosku (sformułowanego na przełomie lat 1941–1942), że nie tylko Związek Radziecki był państwem o ustroju ekonomicznym państwowego-kapitalizmu, lecz że państwowy kapitalizm jest nowym studium rozwoju globalnego kapitalizmu.

## Prace
- "Trylogia rewolucji":
  - Marxism and Freedom, from 1776 until Today (1958);
  - Philosophy and Revolution: from Hegel to Sartre and from Marx to Mao (1973);
  - Rosa Luxemburg, Women's Liberation, and Marx's Philosophy of Revolution (1982);
- Women's Liberation and the Dialectics of Revolution (wybór pism; 1985).

W ostatnich latach życia pracowała nad swoją nową książką pod roboczym tytułem Dialektyka organizacji i filozofii: "Partia" i formy organizacyjne zrodzone z działania spontanicznego.